# Fonction sécurité
En informatique industrielle, on parle de fonction de sécurité lorsqu'une tâche où un ensemble réalisé par un système informatique peut causer des dommages humains ou financiers. 

## Introduction
Cette notion du monde de l'industrie est liée à l'utilisation croissante de système informatique dans les produits de consommation courante. Contrairement à la mécanique appréciable par chacun ou à l'électricité dont le danger est aussi immédiatement évaluable ; les systèmes informatiques sont des éléments opaques dont le comportement n'est pas trivial. L'utilité des systèmes informatiques sur de telles fonctions : les gains de précision, de disponibilité ou de rapidité qu'ils offrent ont amené les industriels à créer des méthodes permettant de garantir leur sécurité.

## Historique
- Vers 1960 dans le domaine de la défense.
- Dans les années 1980-1990 dans les systèmes bancaires et la production de produits ou d'énergie.
- Dans les années 2000 dans l'automobile et le ferroviaire.

## Législation
La responsabilité des dommages est définie suivant le droit du pays où a été vendu le système. Il convient donc à l'industriel de prouver que son système garantie la sécurité telle que définie dans le pays d'application. Une des premières affaires de ce type en France concerne les régulateurs de vitesse sur les voitures.

## Qualité et certification
La réalisation industrielle d'une fonction sécurité et sa mise sur le marché nécessitent une certification de la part d'un organisme indépendant soit public soit privé. En informatique industrielle, le processus de développement d'un tel système informatique se base sur un système de management de la qualité permettant de décrire précisément sa conception et de vérifier les différentes phases de sa réalisation, particulièrement les phases de test et de validation.